# تجدید ساختار بدهی
تجدید ساختار بدهی (به انگلیسی:Debt restructuring) فرآیندی است که به یک شرکت خصوصی یا دولتی یا یک نهاد مستقل که با مشکلات جریان وجوه نقدی و مشکلات درماندگی مالی مواجه است، اجازه کاهش دادن بدهی‌های معوق خود و بهبود نقدینگی یا بازیابی آن برای ادامه به عملیات و یا مذاکره برای ادامه عملیات خود را می‌دهد.
جایگزینی بدهی قدیمی با بدهی جدید زمانی که تحت درماندگی مالی نبوده، «تأمین مالی مجدد» نامیده می‌شود. تجدیدهای ساختاری خارج از دادگاه، که همچنین در زبان انگلیسی به عنوان «workout» نیز شناخته می‌شود، به‌طور فزاینده ای درحال تبدیل به یک واقعیت جهانی هستند.